# Central Region
De Central Region is een van de vijf regio's van Singapore in de stadstaat van Singapore.
Het gebied bestaat uit 132,7 vierkante kilometers. De regio wordt opgedeeld in Planning Areas, een soort wijken. Central Region bestaat uit 12 Planning Areas. Daarbij moet vermeld worden dat de Planning Area Central Area (Centraal Gebied) op zijn beurt nog eens is opgedeeld in 11 wijken.

## Wijken of Planning Areas in de Central Region
De Central Region bestaat uit de wijken:
- Central Area
- Bishan
- Bukit Merah
- Bukit Timah
- Geylang
- Kallang
- Marine Parade
- Novena
- Queenstown
- Southern Islands
- Tanglin
- Toa Payoh